# Issa Cissokho
Issa Cissokho (Parigi, 23 febbraio 1985) è un ex calciatore francese naturalizzato senegalese, di ruolo difensore.

## Carriera

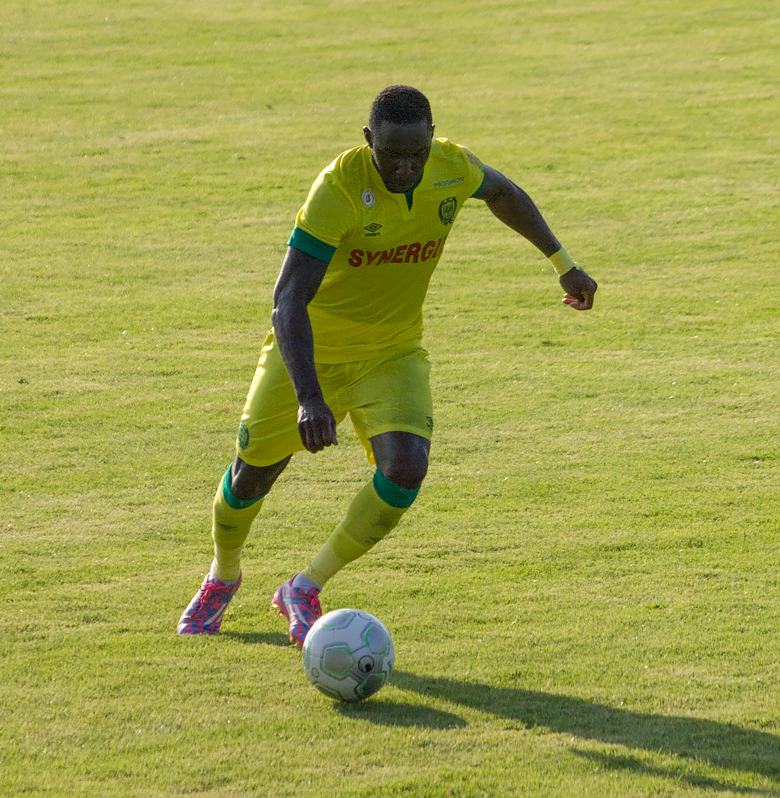
Issa Cissokho al Nantes

### Club
Ha giocato per molti anni nelle serie minori francesi. Dal 2010 ha trovato spazio nella difesa del Nantes.
Il 20 luglio 2015, il Genoa ufficializza il suo arrivo a titolo definitivo. Il giocatore lascia quindi il Nantes dopo cinque anni e la Francia dopo tredici anni. Esordisce in Serie A il 23 agosto 2015 in occasione della sconfitta esterna per 1-0 alla prima giornata contro il Palermo.
Il 27 gennaio 2016 il Bari ufficializza l'acquisto del giocatore a titolo temporaneo dal Genoa. Dopo appena cinque presenze a fine stagione torna al Genoa, ma nella prima parte di stagione del 2016-2017 non scende mai in campo con i rossoblù. Il 31 gennaio 2017 rescinde il suo contratto e firma fino al 30 giugno 2017 con l'Angers, con cui il 27 maggio 2017 realizza l'autogol al 91' che fa perdere la finale di Coupe de France contro il Paris Saint-Germain.
Il 6 luglio 2017, si accasa all'Amiens. In un anno, saranno 19 presenze senza mai andare a segno. Il 1⁰ luglio 2018, alla scadenza del suo contratto, rimarrà svincolato.
Il 30 ottobre 2018, il giocatore senegalese deciderà di trasferirsi in Israele, firmando per il Maccabi Petah Tikva. Ha lasciato il club a fine stagione ed è rimasto senza squadra fino al suo ritorno in Francia con lo SO Cholet nel gennaio 2020. Dopo aver appena collezionato 5 presenze, è stato rilasciato alla fine della stagione.
Tornerà in campo il 1⁰ settembre 2021, firmando per il Landreau, militante nelle serie dilettantistiche francesi. Ha esordito nella gara di Coupe de France contro l'Union Saint Pierre, vinta per 2-1.

### Nazionale
Nel 2013 ha esordito con la Nazionale senegalese.

## Statistiche

### Presenze e reti nei club
Statistiche aggiornate al 28 maggio 2017.
| Stagione        | Squadra         | Campionato      | Campionato | Campionato | Coppe nazionali | Coppe nazionali | Coppe nazionali | Coppe continentali | Coppe continentali | Coppe continentali | Altre coppe | Altre coppe | Altre coppe | Totale | Totale |
| Stagione        | Squadra         | Comp            | Pres       | Reti       | Comp            | Pres            | Reti            | Comp               | Pres               | Reti               | Comp        | Pres        | Reti        | Pres   | Reti   |
| --------------- | --------------- | --------------- | ---------- | ---------- | --------------- | --------------- | --------------- | ------------------ | ------------------ | ------------------ | ----------- | ----------- | ----------- | ------ | ------ |
| 2010-2011       | Nantes          | L2              | 9          | 1          | -               | -               | -               | -                  | -                  | -                  | -           | -           | -           | 9      | 1      |
| 2011-2012       | Nantes          | L2              | 22         | 0          | CdL             | 3               | 0               | -                  | -                  | -                  | -           | -           | -           | 25     | 0      |
| 2012-2013       | Nantes          | L2              | 35         | 1          | CdF             | 1               | 0               | -                  | -                  | -                  | -           | -           | -           | 36     | 1      |
| 2013-2014       | Nantes          | L1              | 35         | 0          | CdL             | 4               | 0               | -                  | -                  | -                  | -           | -           | -           | 39     | 0      |
| 2014-2015       | Nantes          | L1              | 33         | 0          | CdL+CdF         | 2+2             | 0+0             | -                  | -                  | -                  | -           | -           | -           | 37     | 0      |
| Totale Nantes   | Totale Nantes   | Totale Nantes   | 134        | 2          |                 | 12              | 0               |                    |                    |                    |             |             |             | 146    | 2      |
| 2015-gen.2016   | Genoa           | A               | 13         | 0          | CI              | 0               | 0               |                    | -                  | -                  |             | -           | -           | 13     | 0      |
| gen.-giu.2016   | Bari            | B               | 5          | 0          | -               | -               | -               |                    | -                  | -                  |             | -           | -           | 5      | 0      |
| 2016-gen.2017   | Genoa           | A               | 0          | 0          | CI              | 0               | 0               |                    | -                  | -                  |             | -           | -           | 0      | 0      |
| Totale Genoa    | Totale Genoa    | Totale Genoa    | 13         | 0          |                 | 0               | 0               |                    |                    |                    |             |             |             | 13     | 0      |
| gen.-giu.2017   | Angers          | L1              | 13         | 0          | CdF             | 2               | 0               |                    | -                  | -                  |             | -           | -           | 15     | 0      |
| Totale carriera | Totale carriera | Totale carriera | 165        | 2          |                 | 14              | 0               |                    |                    |                    |             |             |             | 179    | 2      |

### Cronologia presenze e reti in nazionale
| Cronologia completa delle presenze e delle reti in nazionale ― Senegal | Cronologia completa delle presenze e delle reti in nazionale ― Senegal | Cronologia completa delle presenze e delle reti in nazionale ― Senegal | Cronologia completa delle presenze e delle reti in nazionale ― Senegal | Cronologia completa delle presenze e delle reti in nazionale ― Senegal | Cronologia completa delle presenze e delle reti in nazionale ― Senegal | Cronologia completa delle presenze e delle reti in nazionale ― Senegal | Cronologia completa delle presenze e delle reti in nazionale ― Senegal |
| Data                                                                   | Città                                                                  | In casa                                                                | Risultato                                                              | Ospiti                                                                 | Competizione                                                           | Reti                                                                   | Note                                                                   |
| ---------------------------------------------------------------------- | ---------------------------------------------------------------------- | ---------------------------------------------------------------------- | ---------------------------------------------------------------------- | ---------------------------------------------------------------------- | ---------------------------------------------------------------------- | ---------------------------------------------------------------------- | ---------------------------------------------------------------------- |
| 14-8-2013                                                              | Ndola                                                                  | Zambia                                                                 | 1 – 1                                                                  | Senegal                                                                | Amichevole                                                             | -                                                                      | 45’                                                                    |
| 12-10-2013                                                             | Abidjan                                                                | Costa d'Avorio                                                         | 3 – 1                                                                  | Senegal                                                                | Qual. Mondiali 2014                                                    | -                                                                      | 50’                                                                    |
| 5-3-2014                                                               | Dakar                                                                  | Senegal                                                                | 1 – 1                                                                  | Mali                                                                   | Amichevole                                                             | -                                                                      | 45’                                                                    |
| 22-5-2014                                                              | Ouagadougou                                                            | Burkina Faso                                                           | 1 – 1                                                                  | Senegal                                                                | Amichevole                                                             | -                                                                      |                                                                        |
| 8-9-2015                                                               | Johannesburg                                                           | Sudafrica                                                              | 1 – 0                                                                  | Senegal                                                                | Amichevole                                                             | -                                                                      |                                                                        |
| Totale                                                                 |                                                                        | Presenze                                                               | 5                                                                      |                                                                        | Reti                                                                   | 0                                                                      |                                                                        |